# Бйорн Горнікель
Бйорн Горнікель (порт. Björn Hornikel, 6 травня 1992) — німецький плавець.